# 192 Навсікая
192 Навсікая або 192 Навзікая (192 Nausikaa) — астероїд головного поясу, відкритий 17 лютого 1879 року.